# Риго де Женульи, Шарль
Шарль Риго-де-Женульи (фр. Charles Rigault de Genouilly; 12 апреля 1807, Рошфор — 4 мая 1873, Париж) — французский военный и государственный деятель, адмирал Франции (27 января 1864), участник Крымской войны, морской министр Франции.

## Образование
В 1827 году окончил Парижскую политехническую школу.

## Карьера

### Во флоте
Служил в военно-морском флоте Франции с 1827 года.
Принимал участие в Морейской экспедиции.
Принимал участие в Крымской войне, во время которой отличился при осаде Севастополя.
Во время Второй опиумной войны в 1856 году вместе с британцами участвовал во взятии Кантона.
Принимал участие в Первой франко-вьетнамской войне.

### В правительстве
В 1866 году стал морским министром, сохранив этот пост и в кабинете Эмиля Оливье.
Во время франко-германской войны организовал экспедицию французского флота к северному побережью Пруссии.
С поражением Франции в 1871 году потерял министерский портфель.

## Награды
- Орден Почётного легиона,
- Военная медаль.